# Marco Antonio García Robledo
Marco Antonio García Robledo (17 de enero de 2000; Gustavo A. Madero, Ciudad de México, México) es un futbolista Mexicano. Juega como volante ofensivo o extremo y su actual equipo es el Atlante F.C. de la Liga de Expansión MX.

## Clubes
| Club            | País   | Año       |
| --------------- | ------ | --------- |
| Pumas UNAM      | México | 2020-2023 |
| Pumas Tabasco   | México | 2021-2023 |
| Querétaro F. C. | México | 2023-2024 |
| Venados F. C.   | México | 2024-2025 |
| Atlante F. C.   | México | 2025-act. |

## Estadísticas
| Club                             | Div.                | Temporada           | Liga  | Liga  | Liga   | Copas Nacionales(1) | Copas Nacionales(1) | Copas Nacionales(1) | Torneos Internacionales(2) | Torneos Internacionales(2) | Torneos Internacionales(2) | Total | Total | Total  |
| Club                             | Div.                | Temporada           | Part. | Goles | Asist. | Part.               | Goles               | Asist.              | Part.                      | Goles                      | Asist.                     | Part. | Goles | Asist. |
| -------------------------------- | ------------------- | ------------------- | ----- | ----- | ------ | ------------------- | ------------------- | ------------------- | -------------------------- | -------------------------- | -------------------------- | ----- | ----- | ------ |
| C. Universidad Nacional · México | 1.ª                 | 2019-20             | 8     | 1     | 1      | 2                   | 1                   | 0                   | -                          | -                          | -                          | 10    | 2     | 1      |
| C. Universidad Nacional · México | Total               | Total               | 8     | 1     | 1      | 2                   | 1                   | 0                   | 0                          | 0                          | 0                          | 10    | 2     | 1      |
| Pumas Tabasco · México           | 2.ª                 | 2021                | 9     | 0     | 0      | -                   | -                   | -                   | -                          | -                          | -                          | 9     | 0     | 0      |
| Pumas Tabasco · México           | 2.ª                 | 2021-22             | 2     | 2     | 1      | -                   | -                   | -                   | -                          | -                          | -                          | 2     | 2     | 1      |
| Pumas Tabasco · México           | Total               | Total               | 11    | 1     | 0      | 0                   | 0                   | 0                   | 0                          | 0                          | 0                          | 11    | 1     | 0      |
| Total en su carrera              | Total en su carrera | Total en su carrera | 19    | 3     | 2      | 2                   | 1                   | 0                   | 0                          | 0                          | 0                          | 21    | 4     | 3      |